# Ircinia collectrix
Ircinia collectrix är en svampdjursart som först beskrevs av Polejaeff 1884.  Ircinia collectrix ingår i släktet Ircinia och familjen Irciniidae. Inga underarter finns listade i Catalogue of Life.